# 麥特·托馬赫
馬修·托馬赫（英語：Matthew Tolmach，1964年—）是一名美國電影製片人，曾任索尼影視娛樂製作部聯席總裁。

## 生平
托馬赫最初對電影感興趣是聽他的祖父、製片人兼電影經理的薩姆·賈菲講故事。他是一名猶太裔。搬到洛杉磯後，他得到法蘭克·馬歇爾的一份工作，拍攝由艾力士·吉伯尼執導的關於蘭斯·阿姆斯壯（Lance Armstrong）的紀錄片。2008年，他與道格·貝爾格拉德（自2003年以來與他共事）被任命為索尼影視娛樂製作部聯席總裁，負責管理蜘蛛人系列電影。2010年，他離開索尼影視娛樂，開始製作下一部《蜘蛛人》電影。貝爾格拉德被任命為工作室的唯一總裁，漢娜·明格拉（Hanna Minghella）被任命為製片總裁。

## 個人生活
托馬赫與導演佩奇·戈德堡（Paige Goldberg）結婚。他們有一個孩子。

## 影視作品
| 年份      | 標題               | 職務       |
| --------- | ------------------ | ---------- |
| 1993      | 《致命財神》       | 製片人     |
| 1995      | 《Coldblooded》    | 製片人     |
| 2012      | 《》               | 製片人     |
| 2013      | 《阿姆斯特朗謊言》 | 製片人     |
| 2014      | 《》               | 製片人     |
| 2015      | 《怪獸高中》       | 製片人     |
| 2016      | 《》               | 特別感謝   |
| 2017—2020 | 《未來人》         | 執行製片人 |
| 2017      | 《女狼嗨到趴》     | 製片人     |
| 2017      | 《》               | 執行製片人 |
| 2017      | 《》               | 製片人     |
| 2018      | 《》               | 製片人     |
| 2019      | 《》               | 執行製片人 |
| 2019      | 《》               | 製片人     |
| 2021      | 《》               | 製片人     |
| 2021      | 《》               | 執行製片人 |
| 2022      | 《》               | 製片人     |
| 2023      | 《黑暗收割》       | 製片人     |
| 2024      | 《》               | 製片人     |
| 2024      | 《》               | 製片人     |

## 外部連結
- 麥特·托馬赫在互联网电影资料库（IMDb）上的資料（英文）